# Tomos

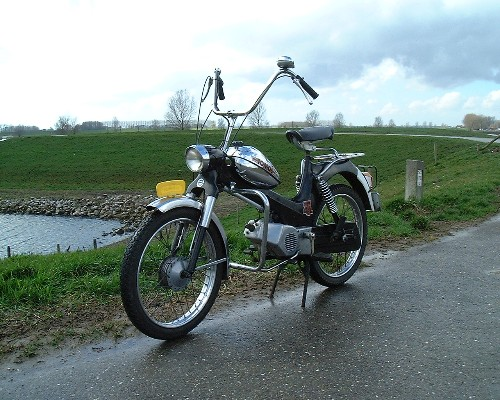
Tomos 4L bouwjaar 1972

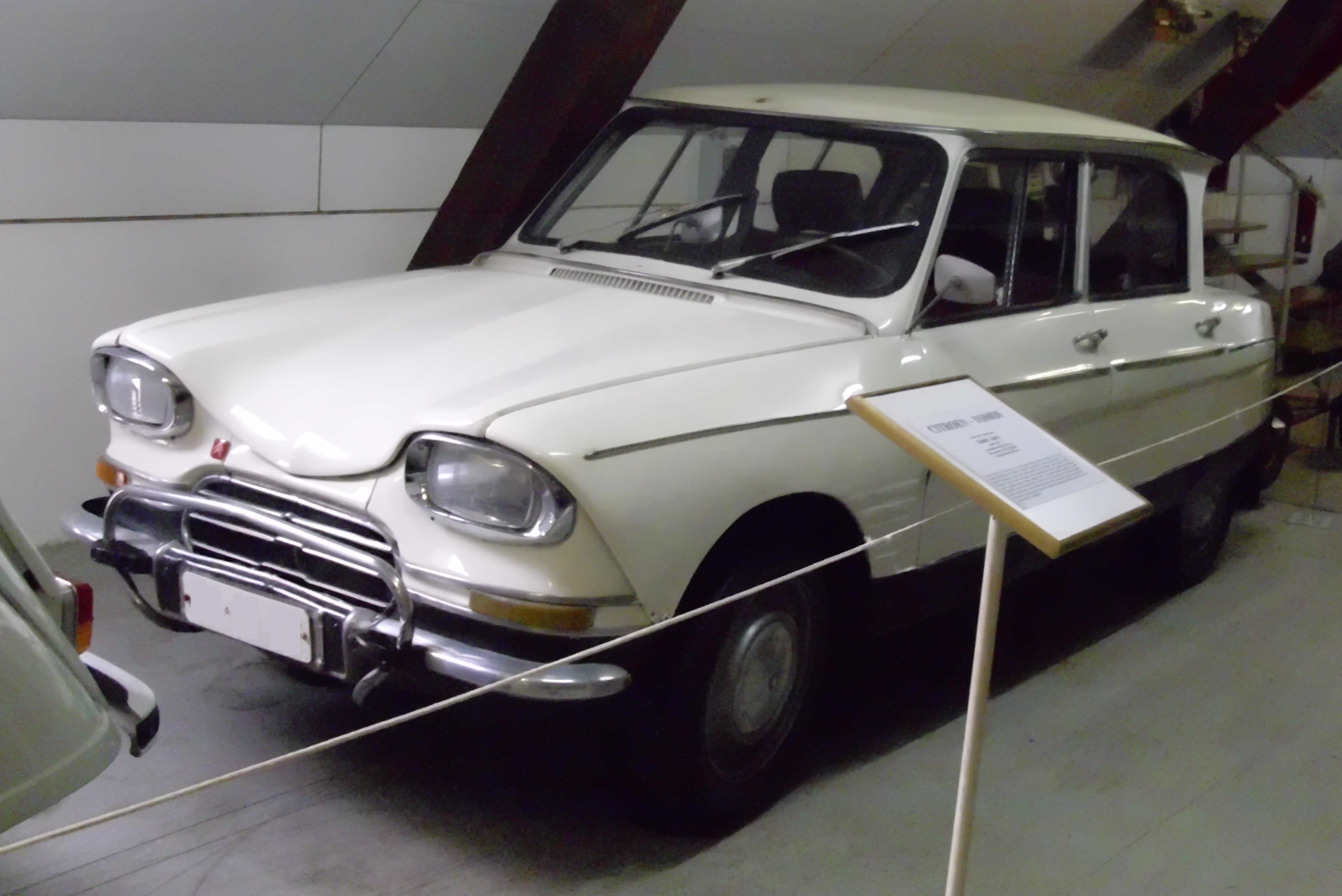
Tomos Citroën Ami 6, 1967

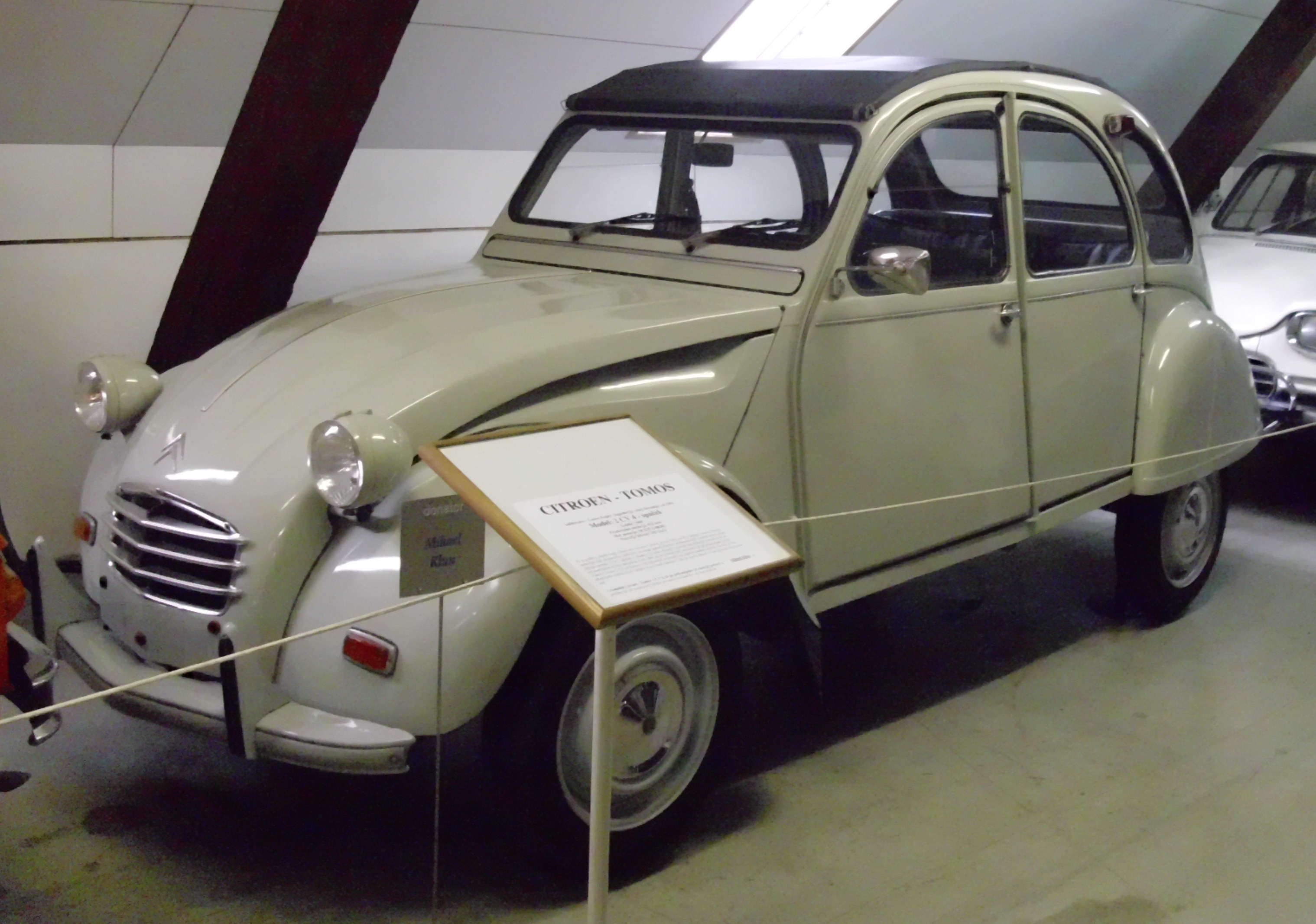
Tomos Citroën 2CV 4, 1968

Tomos (afkorting voor Tovarna Motornih Vozil, letterlijk vertaald: Fabriek voor motorvoertuigen, oorspronkelijk Tovarna motornih koles Sežana = Fabriek voor motorfietsen Sežana) was een fabriek in Koper (Slovenië, voorheen Joegoslavië) die scooters, motorfietsen en bromfietsen produceerde. Ook produceerde het bedrijf auto's in Citroën-licentie.

## Geschiedenis
Tovarna Motornih Vozil maakte vanaf 1954 in licentie van het Oostenrijkse Puch onder de eigen merknaam Tomos bromfietsen en lichte motorfietsen voor de binnenlandse markt. Door een onvolkomenheid in het contract met Puch kon Tomos na afloop van het 5-jarig licentiecontract ook gaan exporteren.
In 1958 bouwde Tomos zijn eerste eigen product: een stationaire motor voor verschillende toepassingen. In 1960 werden de eerste Tomosbromfietsen door de NV Vedezo (het latere Tomos Nederland te Epe) in Nederland geïmporteerd. In 1962 kwam er een 90cc-model. Vanaf 1966 worden de brommers ook door Tomos Nederland in Epe gebouwd en later kwam er ook een fabriek in Amerika. Vooral de in Epe gemaakte Tomos 4L (door het verwarrende logo ook wel 4TL genoemd) met een voetschakeling van vier versnellingen was in Nederland populair. Dit model werd geproduceerd van 1969 tot begin jaren tachtig, toen versnellingsbromfietsen uit de gratie raakten door de hogere verzekeringspremie.
In 1972 volgde een automatische bromfiets. Tomos maakte trial-, cross- en straatmachines, waaronder ook wegracemotoren. De Tomosfabriek in Epe was de laatste bromfietsenfabrikant in Nederland; de productie werd er per december 2009 gestopt.
In 1960 rolde bij Tomos de eerste Citroën 2CV van de band, die zich alleen van het Franse origineel onderscheidde door op het kofferdeksel gemonteerde achterlichten. Later namen de Joegoslavische 2CV's de achterlichten van het Franse origineel over. De samenwerking met Citroën leidde in 1967 tot de productie van de Dyane, die in Joegoslavië als Diana werd aangeboden, en enkele exemplaren van de Ami. In het jaar 1972 kwamen Citroën, Tomos en Iskra overeen de activiteiten te bundelen en onder de naam Cimos een zelfstandige automobielfirma op te richten.
In 2019 ging het bedrijf failliet.

## Bromfiets

### Motorblokken
Het motorblok dat vrijwel elk model Tomos in Nederland heeft, is het automatische A35-blok. Dit blok wordt vrijwel ongewijzigd geproduceerd sinds 1980. Het blok dat voor 1980 gebruikt werd, het A3-blok, is qua werking vrijwel hetzelfde. Het grootste zichtbare verschil is de eivormige cilinder.
Van het A35-blok wordt vaak gezegd dat het sterk op het blok van Puch lijkt. Een Puchmotor heeft, met uitzondering van de ZA50, echter een lange doorlopende versnelling en een Tomos twee. Deze versnellingen worden bediend door centrifugaalkoppelingen. Na de start grijpt de eerste koppeling aan; deze reikt van 0 tot 15 km/h. Van 15 tot 20 km/h grijpt de tweede koppeling aan, met als gevolg dat de tweede versnelling begint te werken. Deze loopt door tot de topsnelheid.

### Hand- en voetgeschakelde blokken
In het verleden zijn door Tomos ook versnellingsblokken gemaakt. Zo waren er 2-, 3-, 4- en 5-bakken leverbaar. Tomos was in de jaren zestig het eerste merk dat een goedgekeurde voetgeschakelde bromfiets op de Nederlandse markt bracht. In feite ging het hier om een handgeschakeld tweeversnellingsblok dat met een speciale set omgebouwd was tot voetversnelling. De 4-bak staat in Nederland als "4L-blok" bekend, aangezien dit blok onder de Tomos 4L geleverd werd. Een motorblok met 5 versnellingen is eigenlijk hetzelfde als een 4L-blok, maar met twee tandwielen op de plaats waar bij een 4-bakblok twee bussen zitten. Hierdoor is het vrij eenvoudig om van een 4-bak een 5-bak te maken.
De Tomosmotorblokken met twee of drie versnellingen lijken heel erg op de motorblokken van Puch, maar de vertanding van de versnellingsbak is anders, net als de carters. Ook het gat voor de cilinder is bij de meeste Tomosblokken anders dan bij Puch, waardoor grotere cilinders makkelijker te monteren zijn.
Het 4L-blok is in Denemarken ook geleverd met drie versnellingen, daar een bromfiets in dat land slechts een maximumconstructiesnelheid van 35km/h mag hebben. Het 3L-blok was op een gegeven moment verouderd en heeft andere ophangpunten, waardoor het niet onder de 4L, Sprint, APN, AT, ATX of NTX past. Het 4L-blok wordt in Slovenië nog steeds geproduceerd en wijkt technisch gezien nauwelijks af van de eerste generatie van dit motorblok die in 1969 op de Nederlandse markt verscheen.
Er zijn ook motorblokken die ATX- of CTX-blok worden genoemd. Een ATX-blok is feitelijk een 4L-blok, met een iets andere krukaslagering. Met de term CTX-blok wordt vaak verwezen naar de 4L-blokken zoals deze nog steeds in Slovenië worden geproduceerd. Deze motorblokken hebben eenzelfde krukaslagering als een ATX-blok, maar hebben een andere koppeling en een iets langere eerste versnelling. Zowel het ATX- als het CTX-blok zijn voorzien van een 5-bak en een kickstarteras in plaats van een trapperas zoals een 4L-blok heeft.
Doordat een CTX-blok een andere koppeling heeft, wijkt dit blok wat vorm betreft wat af van het ATX- en 4L-blok. Waar bij een 4L/ATX een rechthoekig kapje voor de koppeling zit, zit er bij een CTX een soort ronde toeter.
Wat naamgeving van de motorblokken betreft, wordt meestal eerst het aantal versnellingen genoemd en daarna een letter L of E. De L staat voor geforceerde luchtkoeling en de E voor rijwindkoeling. Dit is bij de meeste ei-tankmodellen ook vaak meteen de typeaanduiding voor de hele bromfiets. Zo heet een ei-tankbrommer met twee versnellingen en rijwindkoeling Tomos 2E, en een ei-tankmodel met 4 versnellingen en geforceerde luchtkoeling 4L.